# Americobdella valdiviana
A Americobdella valdiviana é uma espécie de sanguessugas carnívoras do sul do Chile, pertencente ao género Americobdella.
Deste género apenas se conhece a espécie Americobdella valdiviana.

## Taxonomia
Rodolfo Amando Philippi, que originalmente classificou a Americobdella valdiviana como uma sanguessuga erpobdelídeo, observou que a Americobdella valdiviana era semelhante a Trocheta (agora sinonimizada com Erpobdella) "tanto na aparência quanto no hábito". É filogeneticamente entre dois grupos principais de sanguessugas, a Rhynchobdellida e a Arhynchobdellida. Trabalhos recentes sugeriram que a Americobdella valdiviana está mais intimamente relacionado aos Erpobdelliformes do que aos Hirudiniformes.

## Descrição
A Americobdella valdiviana é um predador e possui apenas mandíbulas rudimentares. Por causa dessas características, foi originalmente classificado como uma sanguessuga erpobdelídeo. A Americobdella valdiviana é acinzentada na face dorsal com a face ventral amarelada. Se os olhos estão presentes nesta espécie é uma questão de debate. Enquanto Rodolfo Amando Philippi descreveu originalmente a Americobdella valdiviana como não tendo olhos, outros autores indicaram que os olhos estão realmente presentes.

## Dieta
A Americobdella valdiviana alimenta-se de minhocas.